# Juniperus arizonica
Juniperus arizonica (яловець аризонський) — вид хвойних рослин родини кипарисових.

## Таксономічні примітки
Раніше вважався різновидом Juniperus coahuilensis, але нині підвищено до видового рангу.

## Поширення, екологія
Країни зростання: Мексика (Сонора); США (Аризона, Нью-Мексико). Цей вид росте на луках і на сусідніх скелястих схилах. Висотний діапазон: від 980 до 1600 (до 2200) м.

## Морфологія
Дводомні кущі або невеликі дерева до 8 м заввишки, звичайно з одного стовбура; розгалуження відбувається поблизу землі, крона плоскою-куляста або неправильна. Кора спершу тонка, луската, попелясто-сіра, стає коричневою і відлущується смугами. Є як плетевиді так і лускоподібні листки. Краї листків зубчасті (видимі при 20-кратному збільшенні), верхня поверхня сірувато-зелена. Шишки тьмяні, від жовто-оранжевого до темно-червоного кольору під сизим нальотом, м'які, соковита, від кулястих до яйцюватих, діаметр 6–7 мм, з 1(2) насінням 4–5 мм. Пилок проливається пізньої осені або на початку зими.

## Використання
Цей вид іноді використовують для створення «живої огорожі».

## Загрози та охорона
Здається, немає ніяких загроз цьому виду. Цей вид зростає у кількох охоронних територіях.